# Сан Ђузепе (Пескара)
Сан Ђузепе (итал. San Giuseppe) је насеље у Италији у округу Пескара, региону Абруцо.
Према процени из 2011. у насељу је живело 14 становника. Насеље се налази на надморској висини од 504 м.